# Hein Pannekoek
Hein Willem Pannekoek (Eindhoven, 21 januari 1943) is een Nederlands politicus van de VVD.
Hij werd geboren als zoon van een arts en na het gymnasium voltooide hij zijn rechten studie. In 1970 ging hij als ambtenaar werken bij de gemeente Rotterdam waar hij vijf jaar werkzaam was op de afdeling Stadsontwikkeling. Daarna was hij twee jaar waarnemend hoofd van de secretarieafdeling Algemene Zaken van de gemeente Vlaardingen. In augustus 1977 volgde zijn benoeming tot burgemeester van de Gelderse gemeente Maasdriel. In februari 1984 werd hij de burgemeester van Wisch en bij de gemeentelijke herindeling van Drenthe op 1 januari 1998 werd Pannekoek de burgemeester van de fusiegemeente Tynaarlo (tot december 1999 'gemeente Zuidlaren'). Begin 2005 ging hij op 62-jarige leeftijd vervroegd met pensioen.